# Bird (Isole Fox)
Bird (in aleutino Kitnamax) è una piccola isola del gruppo delle Fox nell'arcipelago delle Aleutine orientali e appartiene all'Alaska (USA). Si trova in una piccola baia (Otter cove) della costa sud-orientale di Unimak. Il suo nome è la traduzione della denominazione russa (Птицы, Pticy) registrata dal capitano Teben'kov nel 1852.